# Vanupié
Vanupié, nom d'artiste de Jean-Christophe Dorado,,,, né en 1980 à Annecy,,, est un auteur-compositeur-interprète, chanteur et musicien de reggae-soul français. Il se fait connaître grâce à ses prestations dans le métro parisien.
Il participe à de nombreux festivals comme Solidays ou encore Reggae Sun Ska,.

## Biographie
Il commence en tant que concepteur-rédacteur dans une agence de pub. Il grandit à Gif-Sur-Yvette en Essonne. Il découvre très jeune la musique grâce à son père guitariste. A 25 ans, il décide d’y consacrer sa vie. Il se fait repérer par une maison de disque lors de petits concerts et sort son premier album en français.
En 2006, il commence à se produire dans les couloirs du métro parisien à la station de métro Châtelet-Les-Halles. Il enchaîne les premières parties de grands groupes comme UB40, The Wailers, SOJA, Tryo ou encore Alpha Blondy,. Il se produit également à La Cigale et au Bataclan.

## Influences
Vanupié puise ses influences dans les styles reggae-soul, pop et électro.

## Bande originale
En 2013, Vanupié enregistre la BO du film Mon âme par toi guérie réalisé par François Dupeyron.

## Discographie
- 2013 : Freebirds
- 2016 : Janus
- 2018 : Gold
- 2023 : Dreamtime